# Apayao
Koordinaten: 18° 0′ N, 121° 18′ O
Apayao ist eine Inlandsprovinz im Norden der Philippinen. Sie gehört zur dritten Einkommensklasse der Provinzen auf den Philippinen. 
Die Einwohnerzahl beträgt 119.184 (Zensus 1. August 2015) Personen, die in sieben Gemeinden und 133 Barangays leben.
Sie gehört zur Administrativen Region Cordillera, die Hauptstadt der Provinz ist Kabugao. Im Osten und Norden grenzt sie an die Provinz Cagayan, im Westen an Ilocos Norte, im Süden an Abra und Kalinga. Die Provinz liegt im nördlichen Teil der Cordillera Central. Die Topographie ist aufgrund der Gebirgslage sehr gebirgig. Die hohen Gebirgszüge im Süden der Provinz werden durch tief eingeschnittene Täler getrennt und flachen nach Norden ab. Die Provinz liegt zum größten Teil im Wassereinzugsgebiet des Flusses Abulug, der auch unter dem Namen Apayao bekannt ist.
Die Provinz entstand 1995 durch Teilung der vorherigen Provinz Kalinga-Apayao.

## Stadtgemeinden
- Calanasan (Bayag)
- Conner
- Flora
- Kabugao
- Luna
- Pudtol
- Santa Marcela